# Chilades leycofasciatus
Chilades leycofasciatus är en fjärilsart som beskrevs av William Robinson. Chilades leycofasciatus ingår i släktet Chilades och familjen juvelvingar. Inga underarter finns listade i Catalogue of Life.